# Godeanu
Godeanu je pohoří v Rumunsku, které se nachází západní části Jižních Karpat. Nejvyšším vrcholem pohoří je Gugu (2291 m). Mezi další významné vrcholy patří Moraru, Godeanu, Galbena či Scărișoara.